# Јоханесбуршка декларација
Јоханбуршка декларација о одрживом развоју је усвојена на Светском самиту о одрживом развоју, познатом и као Земаљски самит 2002, на коме је усвојен План о имплементацији Светског самита о одрживом развоју.
Јоханебуршка декларација је направљена на ранијим декларацијама на Конференцији о животној средини Уједињених нација у Стокхолму у 1972, и на Светском самиту у Рио де Жанеиру 1992. године. Она обавезује народе света на одрживи развој а такође укључује и мултилатеризам као њен пут.
У смислу обавеза политичких партија, декларација чини општију изјаву од Декларације у Риу. То је договор да се посебно фокусира на „опште услове који представљају озбиљне претње на одрживи развој људи, међу којима су: хронична глад, неухрањеност, стране окупације, оружани сукоби, незаконите дроге, организовани криминал, корупције, елементарне непогоде; нелегалне трговине оружјем, трговина људима, тероризам, нетолеранције и изазивања расне, националне, верске и друге мржње, ксенофобије и ендемске, заразне и хроничне болести, посебно ХИВ/СИДА, маларија и туберкулоза. " Јоханесбуршка Декларација 19.